# Hlebče
Hlebče este o localitate din comuna Velike Lašče, Slovenia, cu o populație de 38 de locuitori.